# Skin (2018)
Skin ist ein Filmdrama von Guy Nattiv, das am 8. September 2018 beim Toronto International Film Festival seine Premiere feierte und im Februar 2019 bei den Internationalen Filmfestspielen Berlin gezeigt wurde. Die Filmbiografie erzählt die Geschichte des Mitglieds der neonazistischen „Viking“-Bewegung Bryon Widner, dem es in den Jahren 2006 bis 2010 gelang, aus der Neonazi-Szene auszusteigen.

## Handlung
Kahl rasiert und von Kopf bis Fuß mit rassistischen Tätowierungen dekoriert, die er sich durch seine Hassverbrechen verdient hat, führt Bryon Widner, einer der meistgesuchten weißen Suprematisten, ein zerstörerisches Leben, das in eine Einbahnstraße zu münden scheint. Als er die dreifache Mutter Julie trifft, die der Neonazi-Szene gerade den Rücken gekehrt hat, erweckt sein Verantwortungsgefühl als Vater ihrer drei jungen Töchter aus früheren Beziehungen in Bryon den Wunsch, die Bewegung hinter sich zu lassen. Er sucht Hilfe bei dem Menschenrechtsaktivisten Daryle, muss dafür allerdings fortan mit Todesdrohungen und Schikanen seiner alten Gang leben. Mit Hilfe des FBI und des SPLC unterzieht er sich 25 schmerzhaften Entfernungsoperationen der Tätowierungen, die seinen Körper bedecken, darunter jeder Menge neonazistischer Parolen und Symbole, die der Verhaftung und Verurteilung seiner ehemaligen Bande dienlich sind.

## Biografisches
Bryon Widner war einer der vom FBI meistgesuchten weißen Suprematisten. Um die Neonazi-Szene hinter sich zu lassen, musste er Todesdrohungen und Schikanen seiner alten Gang erdulden. Mit Hilfe des afroamerikanischen Aktivisten Daryle Lamont Jenkins gelang ihm schließlich der Ausstieg aus der rechtsextremen Szene und die Distanzierung von seinen in der „Viking“-Bewegung aktiven Stiefeltern. Nach dem Verrat seines Umfelds an das FBI tauchte Widner ab, und als Gegenleistung für die Entschlüsselung der Tätowierungen, die seinen Körper bedeckten und ihm in schmerzhaften Operationen über Monate hinweg entfernt wurden, konnte er schließlich einer Haftstrafe entgehen, während die Mitglieder seiner ehemaligen Gang unter Mithilfe des SPLC vom FBI verhaftet und anschließend verurteilt wurden. 

## Produktion

### Stab, Vorlage und Filmaufbau

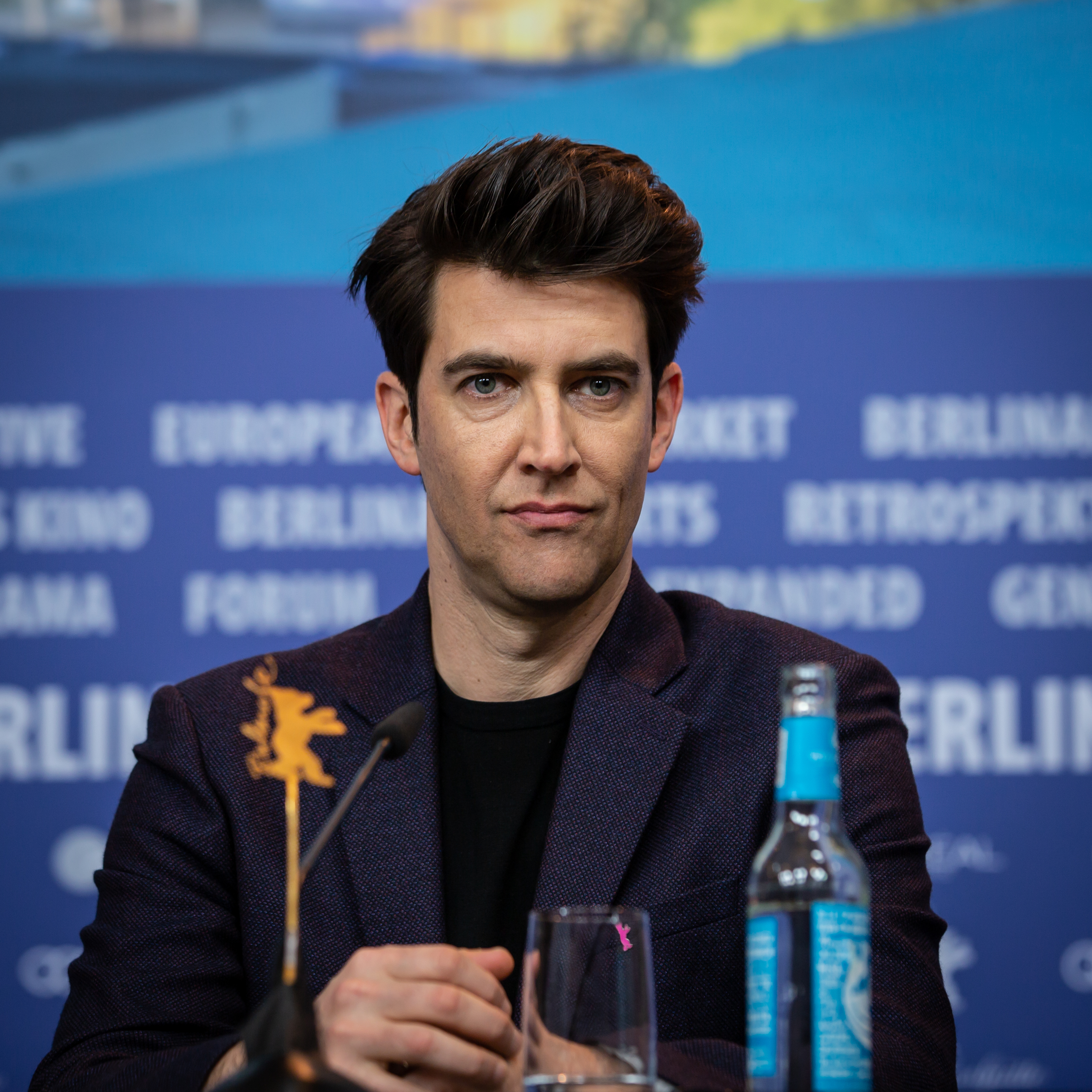
Regisseur und Drehbuchautor Guy Nattiv im Rahmen der Pressekonferenz bei der Berlinale im Februar 2019

Der israelische Regisseur Guy Nattiv, der auch das Drehbuch für Skin schrieb, wurde 1973 in Tel Aviv geboren, wo er auch die Camera Obscura School of Art, Abteilung Film und Fernsehen, besuchte. Der Film basiert auf Nattivs gleichnamigem, 20-minütigen Kurzfilm Skin, der mit einem Oscar ausgezeichnet wurde. Inspiriert wurde Nattiv bei seiner Arbeit von der Fernsehdokumentation Erasing Hate von Bill Brummell, die sich ebenfalls mit Widners Ausstieg beschäftigte. In der Mail an Brummell erwähnte Nattiv seinen jüdischen Großvater, einen Holocaustüberlebenden, der ohne Grimm weitergelebt hatte. Nattiv hatte 2011 mit der Entwicklung von Skin begonnen und viereinhalb Jahre unter Widners Anleitung an dem Drehbuch gearbeitet: „Ich hatte ja keine Ahnung“, erzählt er, „wie die Rechtsradikalen sprechen und sich aufführen. Außerdem wusste ich nicht, was ich von … preisgeben durfte, nachdem das FBI sich um ihn kümmert. Obwohl man deutlich spürt, wie sehr sich Widner zu einem besseren Menschen wandeln will, kann er den Zorn in sich nur mühsam unterdrücken. Wie ein Junkie, der jederzeit wieder draufkommen kann, wenn er schwach wird.“ 2014 war Nattiv in die USA gezogen.
Der Regisseur lässt den Film mit einem Protest einer neonazistischen Truppe beginnen, dem eine Gegendemonstration von afroamerikanischen Aktivisten gegenübergestellt wird. Diese wird von Daryle Jenkins angeführt, der später Widner dazu verhilft, der Organisation zu entkommen. „Eine eindrucksvolle Eröffnungssequenz, die gleich einmal den brachial harten und unbeschönigten Ton, der sich durch den gesamten Film zieht, definiert“, so Christian Pogatetz von Uncut. Jenkins sagte beim Internationalen Filmfestival Toronto über Skin und den Aufschwung des Rechtsextremismus in den USA: „Das Wichtigste, was wir von diesem Film lernen, ist, wie viel Menschlichkeit in uns allen steckt – egal, wie bösartig oder wie liebenswürdig wir sein mögen.“ Christian Pogatetz findet das Zitat „I turn human garbage into human beings“, das Jenkins am Anfang des Films von sich gibt, ziemlich passend, da dieses die Art und Weise beschreibe, wie Nattiv es schafft, seinen Protagonisten zu humanisieren, ohne dabei dessen Vergangenheit zu verteidigen: „Es ist trotz der erschreckenden Härte, die hier rau porträtiert wird, nämlich ein schlussendlich positiver Film, der den Glauben besitzt, dass Menschen die Fähigkeit besitzen zu reifen und sich grundlegend zum Positiven verändern können, wenn der Wille dazu bereit ist.“

### Besetzung und Dreharbeiten

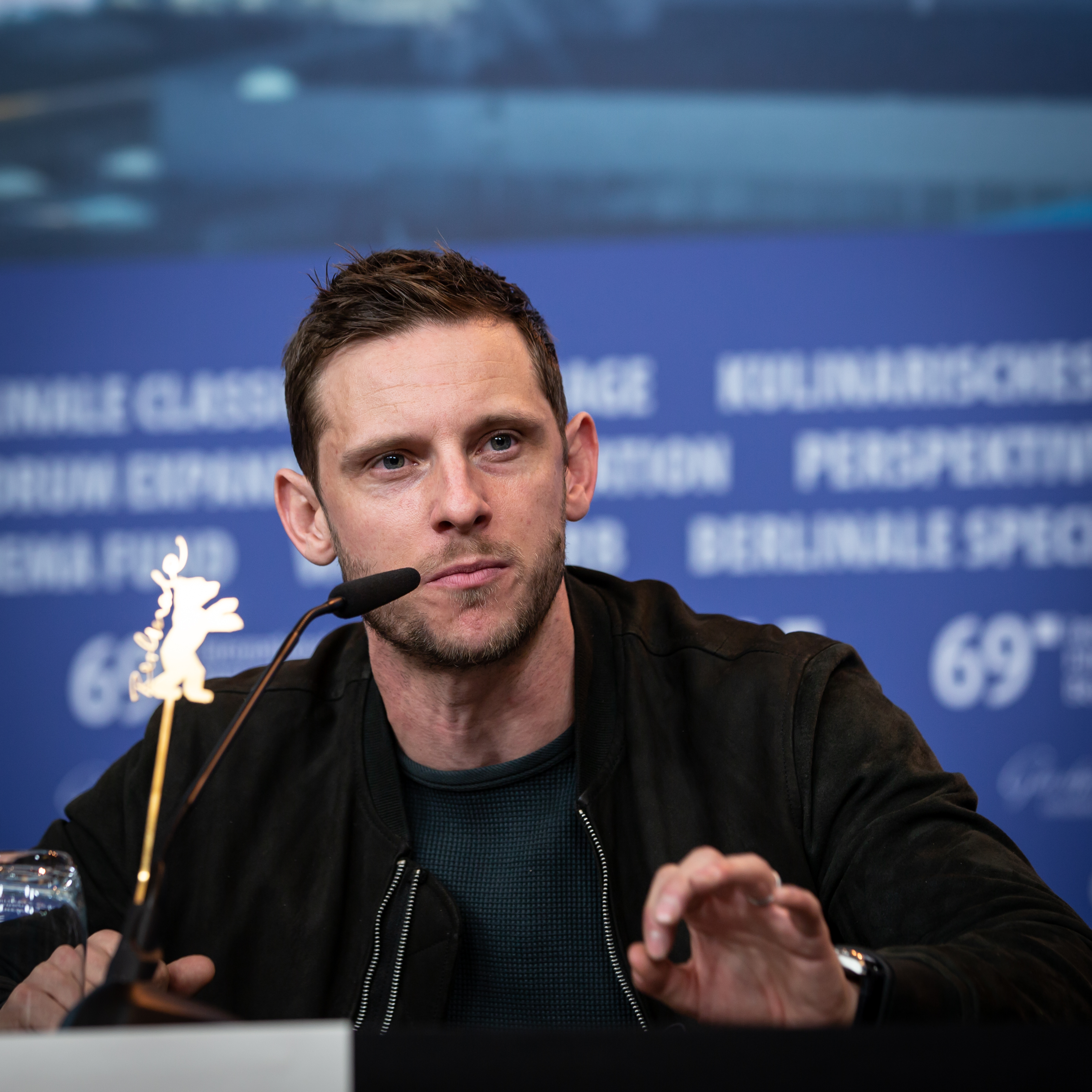
Hauptdarsteller Jamie Bell spielt im Film Bryon Widner

Jamie Bell spielt den Szeneaussteiger Bryon Widner. Der britische Schauspieler hatte sich in Vorbereitung auf seine Rolle mehrere Male mit diesem, zu dieser Zeit in einer Art Zeugenschutzprogramm befindlich, getroffen: „Wir haben stundenlang in seiner Garage gesessen und über sein Leben geredet. Seine schwierige Kindheit, seine Eltern, die ihn misshandelt haben, über seine Mitschüler, die ihn gemobbt haben. Er war der einzige Weiße in der Klasse.“ Ein paar Geschichten hätten ihm geholfen, ein paar nicht, so Bell, ihm sei es jedoch wichtig gewesen, dass sie immer ehrlich zueinander sind und von Anfang an die Fronten geklärt waren. Vera Farmiga spielt Widners „Mom“ Shareen, die Matriarchin der Neonazi-Familie. Danielle Macdonald spielt die alleinerziehende Mutter Julie Price. Ihre älteste Tochter Desiree wird von Zoe Colletti gespielt, die mittlere Tochter Sierra von Kylie Rogers, und die kleinste Tochter Iggy von Colbi Gannett. Der gutmütige Rottweiler der Familie Widner-Price trägt den Namen „Boss“.
Bells Makeup-Artist Stevie Bettles machte für jedes Tattoo eine Art Prothese, die das Auftragen erleichtert hat. Diese wurden den Tattoos vom echten Bryon nachempfunden und auf Bells Gesichtsproportionen angepasst.
Die Dreharbeiten fanden in Kingston, New York statt.

### Synchronisation und Filmmusik
Die deutsche Synchronisation entstand nach einem Dialogbuch und der Dialogregie von Benjamin Teichmann im Auftrag der Think Global Media GmbH, Berlin. Nicolás Artajo leiht in der deutschen Fassung Bryon Widner seine Stimme.
Die Filmmusik komponierte Dan Romer. Der Soundtrack, der insgesamt zehn Musikstücke umfasst, wurde am 20. September 2019 von Lakeshore Records als Download veröffentlicht.

### Veröffentlichung
Der Film feierte am 8. September 2018 im Rahmen des Toronto International Film Festivals Premiere. Ab 11. Februar 2019 wurde er bei den Internationalen Filmfestspielen Berlin in der Sektion Panorama gezeigt. Ab 1. Mai 2019 wurde er beim Tribeca Film Festival in der Sektion Spotlight Narrative vorgestellt. Eine Vorstellung beim Montclair Film Festival erfolgte ab 4. Mai 2019, bevor er am 26. Juli 2019 in die US-Kinos kam. Im Juni 2019 erfolgte eine Vorstellung beim Edinburgh International Film Festival. Im Juli 2019 wurde der Film beim Neuchâtel International Fantastic Film Festival gezeigt. Am 25. Juli 2019 kam er in die Deutschschweizer Kinos und am 3. Oktober 2019 in die deutschen Kinos. Im September 2019 wurde der Film beim Festival des amerikanischen Films in Deauville im Hauptwettbewerb gezeigt.

## Rezeption

### Altersfreigabe
In Deutschland wurde der Film von der FSK ab 16 Jahren freigegeben. In der Freigabebegründung heißt es, der Film enthalte einige intensive Gewaltszenen, wobei die Taten stets negativ und abschreckend dargestellt würden. Zudem seien sie schlüssig in die Gesamtdramaturgie eingebettet: „Im Vordergrund stehen der positive Wandel der Hauptfigur und der schwierige Ausstieg aus der Neonazi-Szene.“

### Kritiken und Einsatz im Unterricht
Von den bei Rotten Tomatoes aufgeführten Kritiken sind 76 Prozent positiv.
Leslie Felperin von The Hollywood Reporter findet, der Drang, die Geschichte dramatischer und kommerzieller zu gestalten, laufe irgendwann Gefahr, sie weniger glaubwürdig zu machen. Paradoxerweise entkerne dies Widners ursprüngliche Geschichte über einen Mann, der sich moralisch und körperlich neu erfinden möchte.
Michael Meyns von der Gilde deutscher Filmkunsttheater meint, ein wenig mehr Substanz hätte Guy Nattivs Drama gutgetan, um zu verstehen, warum junge Menschen in eine solche Szene abdriften können. Was dabei helfe, einige Drehbuchschwächen zu übersehen, sei Jamie Bells Performance, der sich bisweilen in einen beeindruckenden Rausch aus Zweifeln und Selbsthass spiele, und dass auch unter der harten Schale immer ein zartes, verletzliches Wesen zu erkennen ist, mache die Zerrissenheit Bryons spürbar und glaubwürdig.

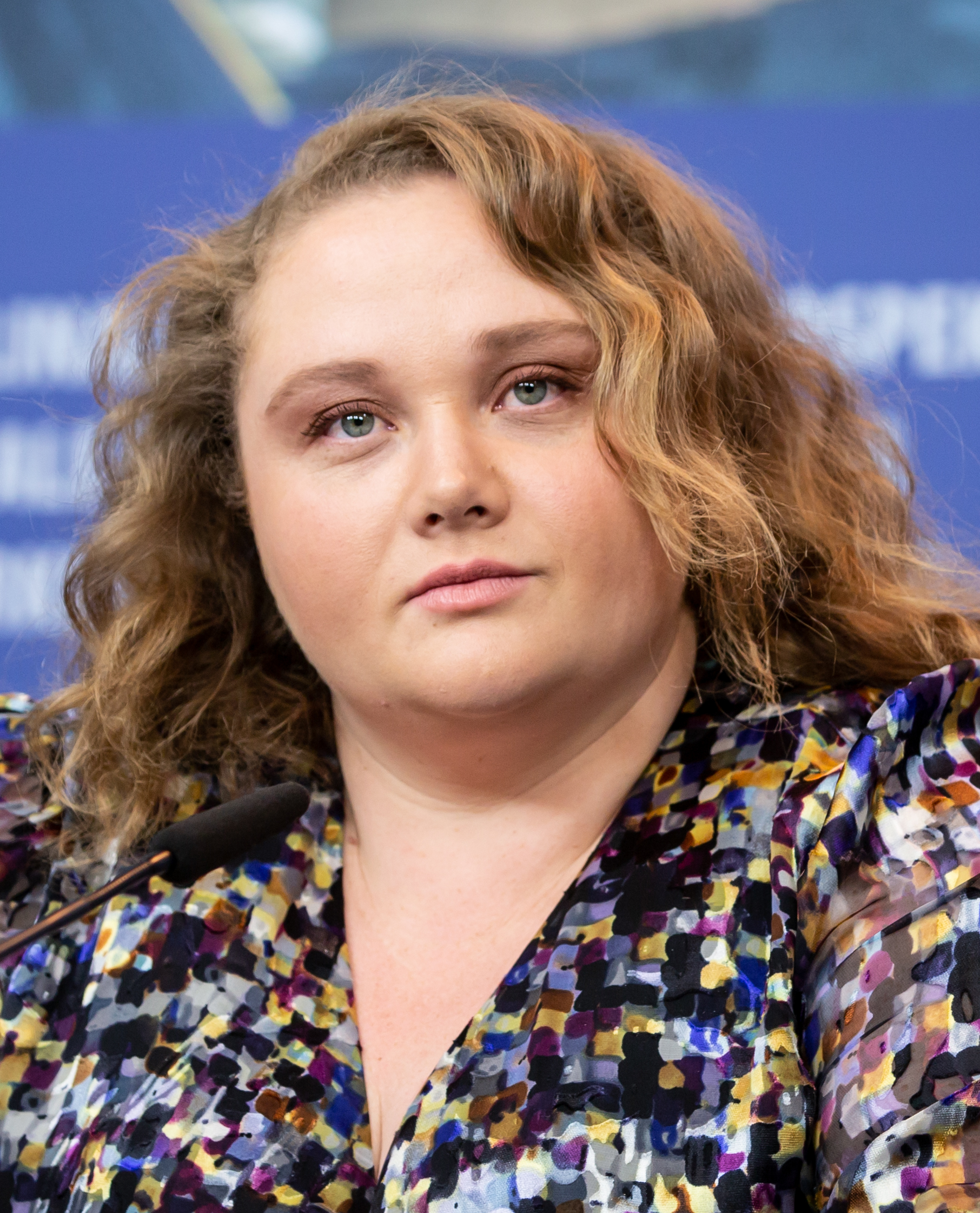
Danielle Macdonald spielt im Film Widners Freundin Julie Price

Christian Pogatetz vom Onlinefilmmagazin Uncut schreibt in seiner Kritik, Guy Nattiv sei ein emotional aufwühlendes Drama mit schauspielerischen Glanzleistungen gelungen, das sein komplexes Thema vielseitig behandele, ohne je zu versuchen, die früheren Taten seines Protagonisten zu rechtfertigen. Im Gegensatz zum seiner Meinung nach überschätzten American History X mache Nattiv aus der schwierigen Thematik kein märchenhaftes Melodrama, sondern legt eine realistische Herangehensweise an den Tag, die weitestgehend auf emotional manipulative Filmmusik verzichte. Die schwere Aufgabe, eine Figur wie Bryon zu humanisieren, ohne dabei die schwere Thematik zu relativieren, laste Hauptdarsteller Jamie Bell auf den Schultern, was dieser mit Bravour meistere, so Pogatetz: „Seine Transformation vom Skinhead, der blind den Idealen seiner Familie folgt, bis hin zu einem Mann, der sich seiner einstigen Fehler bewusst ist und sich dafür schämt, spielt Bell absolut glaubwürdig.“ Auch Danielle Macdonald spiele groß auf und schaffe es vor allem, mit einem natürlichen Charme zu punkten.
Felix Denk vom fluter – Magazin der Bundeszentrale für politische Bildung findet, der Film „drücke ein bisschen zu sehr auf die Tube“, und gerade gegen Ende setze er zu viel auf Action. So werde eine Schlüsselszene, als Bryon auf der Flucht von seinen Nazi-Freunden überfallen wird und seine Peiniger seinen geliebten Rottweiler „Boss“ erhängen, als emotionaler Höhepunkt mit viel Geigenmusik inszeniert, während, als die Neonazi-Truppe kurz vorher vier muslimische Männer ohne Aufenthaltspapiere auf einem Schrottplatz verbrennt, das in einem Actiongewitter aus schnellen Schnitten und Flammen unterginge.
Das Onlineportal kinofenster.de empfiehlt Skin für die Unterrichtsfächer Sozialkunde/Gemeinschaftskunde, Politik, Ethik und Englisch und bietet Materialien zum Film für den Unterricht. Christian Horn schreibt dort, die intensive Präsenz des Hauptdarstellers Jamie Bell verleihe dem ohnehin thematisch relevanten und packend inszenierten Thriller-Drama noch mehr Substanz. Vor einer Besprechung des Aussteigerfilms im gesellschaftskundlichen Unterricht sollte eine Charakterisierung des Protagonisten erfolgen. Eine Analyse könne aufzeigen, wie radikale Gruppen und Sekten Menschen mit perfiden Methoden in die Unmündigkeit führen. Hier lohne es sich, Experten und Expertinnen von Organisationen, die Rechtsextreme bei dem Ausstieg aus der Szene unterstützen, zur Vertiefung des Themas in den Unterricht einzuladen.

### Auszeichnungen
Festival des amerikanischen Films 2019
- Nominierung im Hauptwettbewerb (Guy Nattiv)[22]

Internationale Filmfestspiele Berlin 2019
- Nominierung für den C.I.C.A.E. Award Panorama (Guy Nattiv)

Toronto International Film Festival 2018
- Auszeichnung mit dem FIPRESCI-Preis – Special Presentations (Guy Nattiv)